# Movimento Nacional-Sindicalista
O Movimento Nacional-Sindicalista (MNS) foi um movimento político de extrema-direita, ativo na fase inicial do Estado Novo em Portugal. O seu fundador foi Francisco Rolão Preto, que anunciou a criação do Movimento Nacional-Sindicalista, em Fevereiro de 1932, através de vários comícios que comemoravam o primeiro ano de publicação do jornal 'Revolução, Diário Académico Nacionalista da Tarde', que aparecera em 15 de Fevereiro de 1932 e que em 27 de Agosto de 1932 tinha adoptado o subtítulo 'Diário Nacional-Sindicalista da Tarde'. Este movimento sempre se proclamou contrário ao fascismo italiano e ao Nazismo alemão, condenando, ademais, a concepção totalitária do Estado. Num célebre banquete realizado no Parque Eduardo VII, em Lisboa, em Abril de 1934, Francisco Rolão Preto fez questão de ressaltar o sentido das intenções do Movimento Nacional-Sindicalista “para além da democracia, do fascismo e do comunismo”.

## Descrição
O MNS era um movimento político conhecido também pela designação "Camisas Azuis", que usavam como uniforme. Era um movimento de inspiração católica (usavam a Cruz da Ordem de Cristo como símbolo). Fizeram comícios uniformizados, durante os quais utilizavam a saudação romana (em voga nas organizações nacionalistas europeias da época, desde logo entre os fascistas italianos e os nacionais-socialistas do NSDAP Alemão -- cuja abreviatura foi 'partido Nazi') conseguindo forte apoio nas universidades e na oficialidade mais jovem do Exército português. É um movimento inspirado nas Juntas de Ofensiva Nacional Sindicalista, mais tarde coligadas com a Falange Espanhola, fundada no mesmo ano e também de índole Nacional-Sindicalista, e influenciado pela Doutrina Social da Igreja, pelo personalismo cristão e pelo Integralismo (Integralismo Lusitano) que pretendia estabelecer uma Monarquia Tradicional - uma representação orgânica, municipalista e sindicalista monárquica) em Portugal. Opunham-se ao comunismo, ao capitalismo liberal e diziam opôr-se ao fascismo. Definia-se como anticomunista, antiliberal, antidemocrático, antiburguês, anticapitalista, anticonservador e como tradicionalista familiar, municipalista, sindicalista (mas admitindo apenas os 'sindicatos nacionais', corporativista, representativo, autoritário, nacionalista. Nos gestos e nos emblemas, Rolão Preto parecia imitar o chefe do Nacional-Socialismo alemão, Adolf Hitler, que precisamente em 1933 subiu ao poder. Mas esse efémero surto de fascismo português não sobreviveu à nota oficiosa que lhe intimou a dissolução -- e que convidou os seus membros a entrar na União Nacional o partido único aceite pelo, e representativo do Estado Novo (1933-1974) salazarista.

## História
Rolão Preto, o fundador e líder do MNS, realizou um discurso no banquete do Movimento Nacional-Sindicalista a 18 de Fevereiro de 1933 e um outro discurso, anti-salazarista, a 16 de Junho de 1933, numa sessão no Teatro-Ópera São Carlos.
Expressando as suas ideias, nesse ano, numa entrevista dada à United Press e publicada no jornal espanhol 'Esfera', Francisco Rolão Preto, chefe daquele movimento fortemente influenciado pela Doutrina Social da Igreja e pelo Integralismo Lusitano, afirmou:
"O Fascismo e o Hitlerismo são totalitários, divinizadores do Estado, cesaristas: nós outros pretendemos encontrar na tradição cristianíssima do Povo Português a fórmula que permita harmonizar a soberania indiscutível do Interesse Nacional com a nossa dignidade moral de homens livres."
Criticava assim o Estado Novo por ter adoptado o Unipartidarismo tipicamente fascista e por não ter feito o máximo pela representação corporativa em Portugal (criticou o corporativismo-de-Estado e o apoio do regime aos 'ricos comerciantes capitalistas'). Devido a esse acontecimento o jornal nacional-sindicalista Revolução acabou por ser suspenso em 24 de Julho de 1934.
Mas em Novembro, no mesmo ano em que o jornal Revolução foi suspenso, os nacionais-sindicalistas separaram-se, tendo a facção mais numerosa decidido apoiar Salazar e integrar-se na União Nacional abandonando assim as ideias de autonomia face ao novo regime que eram defendidas por Rolão Preto e por Alberto Monsaraz.
A 10 de Julho de 1934, Rolão Preto é detido, após uma última representação ao Presidente da República (General Óscar Carmona) em defesa de um 'governo nacional' com a participação de todas as tendências políticas nacionalistas e vê-se exilado do país. residindo durante um tempo em Valência de Alcântara, em Espanha, frente a Castelo de Vide. Em 29 de Julho de 1934, o nacional-sindicalismo é proibido por meio de uma nota oficiosa de António de Oliveira Salazar, que afirma que o movimento se inspirava «em certos modelos estrangeiros».
Francisco Rolão Preto regressou a Portugal em Fevereiro de 1935, mas foi detido numa tentativa de revolta contra o regime (tentativa de revolta do navio da Armada NRP Bartolomeu Dias e do destacamento militar do Quartel da Penha de França) e foi obrigado a novo exílio.